# Parrot OS
Parrot OS ist eine Debian  basierte Linux-Distribution, die sich auf die Computersicherheit konzentriert. Sie ist für Penetrationstests, Schwachstellenbewertung und -minderung, Computerforensik und anonymes Web-Browsing konzipiert. Sie wird vom Frozenbox-Team entwickelt.

## Ziel
Das Ziel ist, eine Reihe von Penetrationstests anzubieten, die für die Informationssicherheit, die Sicherheitsforschung, die Forensik und die Schwachstellenanalyse eingesetzt werden können. Unter anderem sind folgende Anwendungen vorinstalliert:
- AnonSurf
- I2P
- Two Cents Crypto
- ZuluCrypt
- EtherApe
- Ettercap
- King Phisher
- Tor Browser
- Wireshark
- XHydra
- Zenmap, eine grafische Oberfläche für Nmap
- debmod builder
- Parrot Cloud Controller
- Spectrum Tool
- Metasploit
- Burpsuite CE
- VSCodium
- Vim

## Entwicklungsgeschichte
Parrot basiert auf Debians Testzweig (Buster), mit einem benutzerdefinierten Linux 4.19 Kernel. Es folgt einem laufenden Aktualisierungsmodell.
Die Desktop-Umgebung ist das MATE Desktop Environment, und der Standard-Display-Manager ist LightDM.
Parrot OS ist für die Verwendung auf Geräten mit mindestens 256 MB RAM ausgelegt und eignet sich sowohl für 32-Bit- (IA-32) als auch für 64-Bit- (x64) x86. Darüber hinaus sind experimentelle Versionen für ARMv7-Architekturen (32-Bit) verfügbar. Es bietet sogar eine Edition (sowohl 32-Bit als auch 64-Bit), die speziell für Server entwickelt wurde, um Cloud Service Penetration Tests durchzuführen.
Im Juni 2017 gab ParrotSec bekannt, dass sie einen Wechsel von Debian zu Devuan in Betracht ziehen, vor allem wegen Problemen mit dem sehr kontrovers diskutierten systemd. Dieser Wechsel wurde allerdings nicht durchgeführt.
Am 21. Januar 2019 stellte das Parrot Linux-Team die Entwicklung von 32-Bit-x86-Versionen (IA-32, „i386“) aller zukünftigen Betriebssysteme ein, außer in der Architect Edition.

## Versionsgeschichte
Das Projekt wurde am 10. Juni 2013 gestartet. Die Versionen bis 4.0 hatten Codenamen.
| Version | Codename           | Veröffentlichung   |
| ------- | ------------------ | ------------------ |
| 0.1     | Pre-alpha          | 17. Juni 2013      |
| 0.2     | Pre-alpha          | 22. Juni 2013      |
| 0.3     | Pre-alpha          | 30. Juni 2013      |
| 0.4     | Pre-alpha          | 10. Juli 2013      |
| 0.5     | Alpha              | 22. August 2013    |
| 0.6     | Alpha              | 21. Oktober 2013   |
| 0.6.5   | Alpha              | 12. November 2013  |
| 0.7     | Pre-beta           | 06. Dezember 2013  |
| 0.8     | Beta               | 12. Januar 2014    |
| 0.8.1   | Beta               | 24. Januar 2014    |
| 0.8.2   | Beta               | 05. März 2014      |
| 0.8.4   | Beta               | 17. April 2014     |
| 0.9     | Final beta         | 25. Juni 2014      |
| 1.0     | Hydrogen           | 21. Juli 2014      |
| 1.1     | Asphalt Dragon     | 02. September 2014 |
| 1.2     | Asphalt Dragon     | 11. September 2014 |
| 1.4     | JailBird           | 22. Oktober 2014   |
| 1.4.2   | JailBird           | 06. November 2014  |
| 1.6     | JailBird           | 12. Dezember 2014  |
| 1.7     | CyberLizard        | 05. Februar 2015   |
| 1.8     | CyberLizard        | 21. Februar 2015   |
| 1.9     | CyberLizard        | 04. April 2015     |
| 2.0     | Helium             | 12. September 2015 |
| 2.0.1   | Helium             | 15. September 2015 |
| 2.0.4   | Helium             | 06. Oktober 2015   |
| 2.0.5   | Helium             | 17. Oktober 2015   |
| 2.1     | Murdock            | 16. Januar 2016    |
| 2.2     | Glitch             | 25. Februar 2016   |
| 3.0     | Lithium            | 18. Juni 2016      |
| 3.1     | Defcon             | 26. Juli 2016      |
| 3.2     | CyberSloop         | 15. Oktober 2016   |
| 3.3     | CyberBrig          | 25. Dezember 2016  |
| 3.4     | CyberFrigate       | 01. Januar 2017    |
| 3.4.1   | CyberFrigate       | 02. Januar 2017    |
| 3.5     | CyberGalleon       | 08. März 2017      |
| 3.6     | JollyRoger         | 18. Mai 2017       |
| 3.7     | JollyRoger         | 09. Juli 2017      |
| 3.8     | JollyRoger         | 12. September 2017 |
| 3.9     | Intruder           | 15. Oktober 2017   |
| 3.10    | Intruder           | 15. Dezember 2017  |
| 3.11    | Intruder           | 29. Januar 2018    |
| 4.0     |                    | 21. Mai 2018       |
| 4.1     | 04. Juni 2018      |                    |
| 4.2     | 11. September 2018 |                    |
| 4.3     | 03. November 2018  |                    |
| 4.4     | 25. November 2018  |                    |
| 4.5     | 21. Januar 2019    |                    |
| 4.5.1   | 27. Januar 2019    |                    |
| 4.6     | 26. April 2019     |                    |
| 4.7     | 01. Juli 2019      |                    |
| 4.8     | 20. März 2020      |                    |
| 4.10    | 17. August 2020    |                    |
| 4.11    | 28. März 2021      |                    |
| 5.1.2   | Electro Ara        | 28. November 2022  |
| 5.2     |                    |                    |
| 6.0     |                    |                    |
| 6.1     |                    |                    |
| 6.2     |                    |                    |
| 6.3     |                    |                    |
| 6.4     |                    | 7. Juli 2025       |

## Editionen
Neben einer Version, die sich an Pentester und Sicherheitsforscher richtet, bietet ParrotSec noch weitere Versionen an.
Parrot Home richtet sich an Privatanwender und ist für den täglichen Gebrauch optimiert, im Gegensatz zu Parrot Security OS besitzt es allerdings keine große Auswahl an Sicherheitswerkzeugen.
Parrot ARM ist eine spezielle Version für Arm-basierte Systeme wie den Raspberry Pi (ARMv7, 32-Bit), den Orange PI oder den Pine64 („arm64“, 64-Bit).
Außerdem wird ein Docker-Image angeboten, die das Starten von ParrotSec in einem Dockercontainer ermöglicht.
In Zusammenarbeit mit dem Unternehmen HackTheBox University wurde eine Version von Parrot OS mit dem Namen „pwnbox“ geschaffen, die im Browserfenster gesteuert werden kann.

## Beachtung
Parrot OS ist bei Distrowatch mit Stand Juli 2025 im Jahresschnitt auf Platz 39 auf dem Ranking der Linux-Distributionen. Getestet oder berichtet wurde über Parrot OS auf LinuxCommunity, Hackernoon, Linuxhint, welivesecurity und anderen. Es wurde mehrmals mit Kali Linux verglichen.

## Ähnliche Distributionen
- BackBox
- BlackArch
- Kali Linux